# Node 4

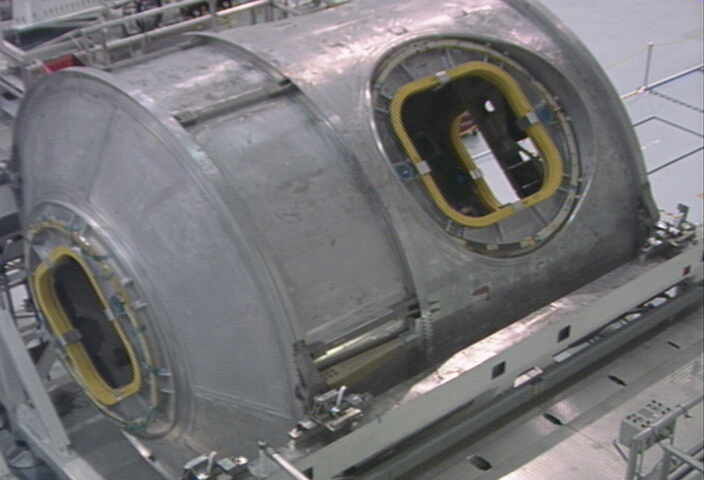
El Node STA en les instal·lacions de processament de l'estació espacial durant el 2010

Node 4, també conegut com el Docking Hub System (DHS), és un mòdul proposat en l'Estació Espacial Internacional (ISS). La NASA està considerant un disseny de 40 mesos i un esforç per al desenvolupament del Node 4 que donaria lloc al seu llançament a finals del 2013.
El Node 4 es construirà utilitzant el Node Structural Test Article (STA) i seria acoblat al port davanter del mòdul Harmony. El Structural Test Article va ser fabricat per facilitar les proves del maquinari de l'ISS i va ser destinar a convertir-se en el Node 1. No obstant això, durant la construcció, van ser descoberts problemes estructurals de disseny. El Node 2 en construcció 2 va ser canviat el nom a Node 1 i el STA (ex-Node 1) es va guardar al Kennedy Space Center (KSC).
Des que el programa del Transbordador Espacial va finalitzar, es va prendre la decisió de construir i llançar el Node 4 en un coet Atlas V o Delta IV.
En el desembre de 2011, Boeing va proposar utilitzar el Node 4 com el nucli d'una Exploration Gateway Platform que es construirà a l'ISS i es traslladaria a través d'un remolcador espacial a un Punt de Lagrange Terra-Lluna (EML-1 o 2). L'objectiu de la plataforma seria donar suport a les missions d'aterratge lunar amb un mòdul de descens lunar reutilitzable després dels dos primers vols del SLS. També podria satisfer la necessitat d'un dipòsit de combustible en L1 per a missions lunars. Un altre maquinari inclouria una cambra d'aire, un 'mòdul internacional', i un mòdul MPLM basat en hàbitat.